# Llama (color)

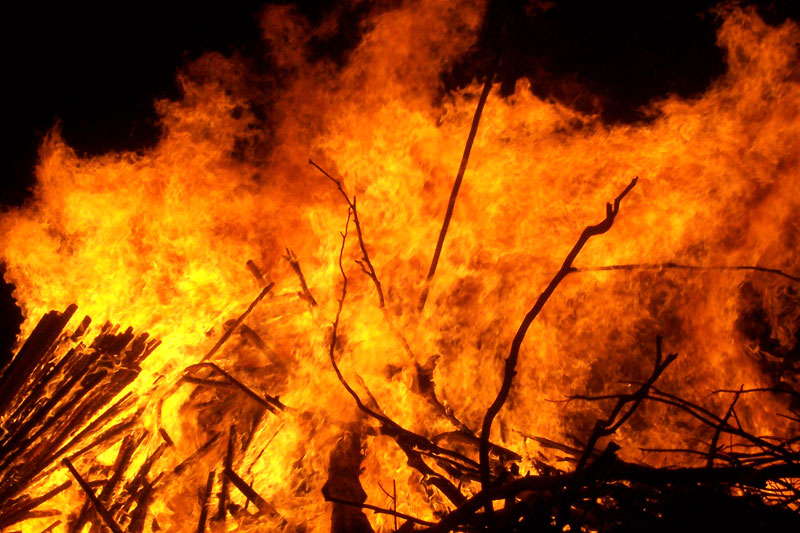
Aspecto de una fogata de leña

Llama o anaranjado llama es un color naranja amarillento que evoca la coloración típica de la combustión de la madera.
Este color puede aparecer normalizado en catálogos cromáticos y cartas de colores. 
La denominación de color «llama» o «anaranjado llama» incluye al conjunto de colores similares al color llama, flámeos.
A la derecha se proporciona una muestra del color llama normalizado en catálogos cromáticos y cartas de colores. 